# ان دکلو
اَن سسیل دِکلو (به فرانسوی: Anne Cécile Desclos؛ زاده ۲۳ سپتامبر ۱۹۰۷ – درگذشته ۲۷ آوریل ۱۹۹۸) یک زن نویسنده، مترجم، فیلم‌نامه‌نویس، منتقد ادبی، و روزنامه‌نگار و رمان‌نویس اهل فرانسه بود. او با نام نویسندگی دومینیک آوری (Dominique Aury) و پائولین ریاژ (Pauline Réage) می‌نوشت. او بیشتر برای رمان اروتیک «داستان اُ» (۱۹۵۴) شناخته شده‌است.
وی برندهٔ جوایزی همچون لژیون دونور (شوالیه) شده‌است.